# Prosopocoilus oweni oweni
Prosopocoilus oweni oweni es una subespecie de coleóptero de la familia Lucanidae.

## Distribución geográfica
Habita en la India.